# Dniprorudne
Dniprorudne (ukrainsk: Дніпрору́дне, tr. Dniprorudne, ukrainsk udtale: [d⁽ʲ⁾n⁽ʲ⁾iproˈrudne]; russisk: Днепрорудное, tr. Dneprorudnoje) er en by i Vasylivka rajon i Zaporizjzja oblast i Ukraine. Byen har 17.736 (2022) indbyggere.

## Historie
Dniprorudne har haft bystatus siden 1970..
I løbet af de første uger af Ruslands invasion af Ukraine 2022 blev byen erobret af den russiske hær. Den 13. marts 2022 beskyldte Ukraines regering det russiske militær for at have bortført Dniprorudnes borgmester Jevhen Matvieyev.

## Galleri
- Dormitionskirken
- Gade og sti i byen
- Busstation
- Rekreationscenter
- Industriskole